# Берта Касерес
Берта Ісабель Касерес Флорес (4 березня 1971 , Ла-Есперанзаd  — 2 березня 2016 , Ла-Есперанзаd ) — гондураська правозахисниця, екоактивістка, лідерка народу ленка. Співзасновниця та координаторка Ради громадських організацій та організацій корінного населення Гондурасу. Удостоєна Премії Голдмана в області охорони навколишнього середовища за масову кампанію з успішного опору найбільшому підряднику з будівництва гідроелектростанції «Агуа-Зарка» на річці Гуалкарке.
Була вбита вдома озброєними невідомими після багатьох років погроз про замах на життя.

## Дитинство та юність
Берта народилася в Гондурасі, в місті Ла Есперанса, і походить з ленка — найчисельнішого корінного народу Гондурасу. Роки дорослішання припали на 1970-і, коли в Центральній Америці відбувалися народні заворушення та перевороти. Її мати, Аустра Берта Лопес Флорес, була прикладом для наслідування у філантропічній діяльності. Вона була акушеркою та соціальною активісткою, котра приймала та опікувалась біженцями з Ель-Сальвадору. Аустру Лопес двічі обирали мером міста Ла Есперанса, членкинею Конгресу та губернаторкою департаменту Інтібука.
Після завершення навчання у місцевій школі Касерес вивчала педагогічну та виховну роботу в університеті, по закінченню якого отримала кваліфікацію вчителя. Отець Ісмаель Морено, директор центру Radio Progreso & ERIC-SJ, став її близьким другом та співробітником.

## Діяльність
В 1993 році студентка-активістка Касерес стала співзасновницею Ради громадських організацій та організацій корінного населення Гондурасу (COPINH) — організації, створеної для підтримки прав корінного населення Гондурасу. Вона проводила кампанії з різних питань, в тому числі кампанію проти незаконної вирубки лісів, плантаторів та присутності військових баз Сполучених Штатів на землях народу лєнка. Підтримувала феміністичний рух, ЛГБТ-спільноти, а також займалась широким спектром інших соціальних питань та питань корінних народів.
У 2006 році група представників народу лєнка з району Ріо Бланко звернулась до Касерес з проханням розсідувати причини нещодавньої появи будівельного обладнання в їхньому районі. Ретельно дослідивши це питання, Касерес повідомила громаду про спільний проект китайської компанії Synohydro, Міжнародної фінансової корпорації Всесвітнього Банку та гондураської компанії Desarrollos Energéticos, S.A. (також відомої як DESA; див. Empresa Nacional de Energía Eléctrica), згідно з яким на річці Гуалкарке планується побудувати каскад з чотирьох гідроелектростанцій.
Забудовники порушили міжнародне законодавство, не порадившись щодо проекту з місцевим населенням. Представники народу лєнка були занепокоєні тим, що гідроелектростанції можуть обмежити їхній доступ до води, їжі і матеріалів для лікарських засобів, і таким чином  стануть загрозою для їх традиційного способу життя. Касерес працювала разом з громадою для організації протесту. Вона зверталася до судів та організовувала громадські виступи проти проекту, а також подала справу у Міжамериканську комісію з прав людини.
З 2013 року Касерес керувала COPINH і місцевою громадою під час протесту, який тривав один рік на будівельному майданчику з метою не дати компаніям доступ до земельних ділянок. Працівники служби безпеки регулярно виганяли протестувальників з майданчика. 15 липня 2013 року військові Гондурасу відкрили вогонь по протестувальниках, в результаті чого одного члена COPINH було вбито, а ще трьох поранено. Представники громади повідомляли про регулярні погрози та утиски з боку працівників служби безпеки, співробітників компанії та військових. У травні 2014 року члени COPINH були двічі атаковані, в результаті чого двоє членів організації загинули, а ще троє зазнали серйозних поранень.
Наприкінці 2013 року компанія Synohydro та Міжнародна фінансова корпорація Всесвітнього Банку відмовились від участі в проекті через протести учасників COPINH. Однак компанія Desarrollos Energéticos (DESA) продовжила роботи, пересунувши будівельний майданчик в інше місце, щоб уникнути блокади. Інші лідери місцевого бізнесу підтримали проект. Посадовці висували проти Касерес та двох інших місцевих лідерів кримінальні звинувачення в «незаконному захваті, перешкоджанні та завданні постійних збитків» компанії DESA через їхню роль у протестах, яка нібито спонукала інших людей завдати збитків компанії. У відповідь на обвинувачення міжнародна організація Amnesty International заявила, що в разі арешту вона вважатиме активістів «в'язнями совісті». Десятки регіональних та міжнародних організацій закликали уряд Гондурасу припинити вважати захист прав людини протизаконною діяльністю і почати розслідування випадків насильства проти захисників прав людини.
У лютому 2016 року понад 100 активістів були затримані працівниками служби безпеки під час акції протесту. Кількість погроз на адресу організації почала зростати.
Касерес окремо висловлювалася щодо Гілларі Клінтон, яка доклала зусиль для визнання законності державного перевороту у Гондурасі у 2009 році: «Повернення президента Мель Селаї стало другорядною проблемою. В Гондурасі мали відбутися президентські вибори, і вона, Клінтон, визнала, що вони не дозволили повернення Мель Селаї на посаду президента. Йшла підготовка до виборів  і міжнародна спільнота — посадовці, урядовці в переважній більшості, — погодились з цим, хоча ми попереджали, що це буде небезпечно і може призвести до проявів жорстокості не лише у Гондурасі, а й в усіх інших країнах континенту. І ми стали свідками цього».
Клінтон заявила, що вжиті нею методи вирішення ситуації були на користь народу Гондурасу.

## Погрози та проблеми прав людини
У 2009 році під час державного перевороту Міжамериканська комісія з прав людини вкючила Берту Касерес до списку людей, чиє життя під загрозою. Того дня ця комісія випустила так звані «запобіжні заходи (МС196–09)» в підтримку Берти та інших активістів водночас, визнавши, що військові сили оточили її будинок.
2013 року в інтерв'ю для Аль — Джазіри Касерес сказала
Армія має список жертв, що складається з 18 правозахисників. Моє ім'я у перших рядах. Я хочу жити та маю чимало задумів, котрі хотіла би досі втілити в цьому світі, але я ніколи не розглядала можливості здатися в боротьбі за нашу територію. вбовтому, що наша боротьба це визнання. Про мене дуже піклуються, але врешті решт у цій країні, де панує тотальна безкарність я є вразливою… Коли вони захочуть вбити мене — вони — це зроблять
Упродовж кампанії проти будівництва Касерес та інші організатори отримували постійні погрози від військових. Одного разу вони були зупинені і було проведено обшук їхнього автомобілю. Касерес стверджувала, що під час обшуку їм було підкинуто вогнепальну зброю. Під загрозою зброї організаторів згодом арештували й затримали на ніч у в'язниці. Суд визначив, щодо Касерес превентивні заходи, зобов'язавши, її з'являтися до суду щотижня щоби попередити виїзд із країни. Заходи були в силі до закриття справи в лютому 2014 року.
Судову постанову 2014 опублікували в травні 2016, вона засвідчила, що уряд і ДЕСА неодноразово бруднили ім я Касерес та її колег називаючи їх бунтівними анархістами що намагаються тероризувати населення своїми протестами та хочуть узурпувати владу, залякати, і навіть спробувати підірвати державний режим у країні.
Одним з найвідоміших висловлювань Берти згідно твердженню Густаво Кастро Сото, стало «Вони бояться нас, тому що ми їх не боїмося».

## Нагороди
- 2012 року Касерес було нагороджено премією Шалом від Товариства від Право та Порядок при Католицькому Університеті Айхштетт Інгольштадта[12].
- Її було номіновано, як фіналістку на премію Міжнародного фронту захисту правозахисників)[12].
- У 2015 році її було номіновано на премію Голдманів у сфері збереження довкілля[37].
- У квітні 2015 року міжнародна правозахисна організація Глобальний очевидець відзначили справу Касерес, як символічну через великий ризик постає перед обличчям активістів, що відстоюють збереження навколишнього середовища в Гондурасі, що займає найвище місце за небезпекою для захисників довкілля та захисників землі на душу населення[38].
- 2019 року представники соціально-політичного руху «Повстання проти вимирання» встановили рожевий човен під назвою Берта Касерес посеред лондонських вулиць Оксфорд та Регент зупинившись там і заблокувавши рух. Його було прибрано поліцейськими з поміччю прибиральної техніки через п'ять днів[39].

## Вбивство
Касерес було застрелено зловмисником у ніч на 2 березня 2016 року. Також двома пострілами в щоку та зап'ястя було поранено мексиканського захисника довкілля — Густаво Кастро Сото. Густаво прибув за день до того в Ла Есперансу на зустріч із 80 іншими для обговорення альтернативи в гідроелектричному проєкті. Берта запросила його заночувати в неї «тому, що в неї інтернет-зв'язок був кращий, ніж у місці його проживання».

За його словами 
Я працював над презентацією, коли почув глухий постріл. Я подумав, що щось впало. Однак коли Берта скрикнула „хто там?“ Я зрозумів, що трапилася халепа, це був кінець. Коли вбивця зайшов я сховав своє лице. Він був на відстані трьох метрів від мене. Коли він відкрив вогонь я відшатнувся. Куля пролетіла повз моє вухо. Він подумав, що вбив мене. Це диво, що я вцілів.
.
Під так званими — «запобіжними заходами» рекомендованими міжамериканською комісією з прав людини гондураський уряд розумів захист Касерес. Проте в день своєї смерті вона не мала жодного захисту. Гондураський міністр безпеки сказав, що вона була місцем, що було визначене, як її дім. Вона незадовго до того переселилася до нового дому в Ла Есперансі.
У Касерес залишилося четверо дітей від колишнього чоловіка та спів-лідера Сальвадора Суньїги.
Колишній військовий армії Гондурасу з підрозділу спеціального призначення, який пройшов підготовку в США, стверджував, що Касерес була включена цими особами в список потенційних жертв за багато місяців до вбивства. Станом на лютий 2017 року троє з восьми заарештованих вважались пов'язаними з елітними військовими підрозділами, які готувалися у Сполучених Штатах: двоє з них пройшли підготовку на військовій базі Форт-Беннінг, штат Джорджія, США, яка раніше мала назву «Школа Америк» і згодом була перейменована на «Інститут західної півкулі з питань співпраці в сфері безпеки» (WHINSEC), і чиї випускники замішані у смертях тисяч людей та у порушеннях прав людини в Латинській Америці. В листопаді 2017 року команда міжнародних юридичних експертів оприлюднила результати розслідування під назвою «Умисна недбалість фінансових установ». Наприклад, Центральноамериканський банк економічної інтеграції, Нідерландський інститут Фінансового розвитку та ФінФонд проводили роботу з акціонерами, керівниками, менеджерами та працівниками енергетичної компанії DESA, приватними охоронними компаніями, що співпрацюють з DESA, державними службовцями та органами державної безпеки з метою «контролю, нейтралізації та усунення будь-якого спротиву».
За результатами розслідування, проведеного неурядовою антикорупційною організацією Global Witness, у 2014 році в Гондурасі було вбито 12 екоактивістів, через що, незважаючи на свої розміри, країна посіла перше місце по небезпеці для активістів, які захищають ліси та ріки. В тому ж місяці після вбивства Берти Касерер були вбиті ще два активісти.

### Реакція
Берта Ісабель Касерес Суньїга — двадцяти п ятилітня донька Берти Касерес сказала в інтерв ю, шо вона вважає, що компанія, котра хотіла побудувати гідроелектростанцію на річці Агуа Зарка, може бути причетною до вбивства її матері. Вона сказала "У Гондурасі дуже легко, заплативши, замовити вбивство. Проте ті, хто стоять за цим люди з владою, з грошах та інструментами, що дають змогу їм вчиняти ці злочини. Так вони платили найманим вбивцям за кілька спроб вбити її.
Смерть Касерес здобула глибокого осуду. Вимоги розслідувати вбивство надійшли від Організації Американських Держав, посол США в Гондурасі та комісії в справах людини при ООН. Гондураський президент Хуан Орландо Ернандес заявив, що розслідування вбивства Касерес є приоритетним. Генеральний секретар Організації Американських Держав — Луїс Альмагро наголоси на особливій протекції тим, хто виборює права корінного населення Гондурасу.
Також свою підтримку висловив американський актор Леонардо ДіКапріо, канадійська авторка та активістка Наомі Кляйн, Амнесті інтернейшнл, Учасник гурту Калле 13 — Рене Перес, колишня колумбійська сенаторка Пьєдад Кордоба, Оксфам, Мер Барселони Ада Колау, американський сенатор Патрік Легі та венесуельський президент Ніколас Мадуро.
Після смерті Берти група з близько сотні членів і Ради народних та корінних організацій Гондурасу пройшли маршем поблизу провінційної дільниці поліції з вимогами незалежного міжнародного розслідування її загибелі. Також відбувся протест поряд із будівлею Гері Трумена у Вашингтоні. 4 березня 2016 студенти національного автономного університету Гондурасу вийшли на протест розлючені тим, що вона не була забезпечена більш надійним захистом, вимагаючи незалежного розслідування та жбурляючи каміння У відповідь поліцейські розсіювали газ, щоби розігнати протестуючих під час протесту. Протести відбулися також поряд із посольством Гондурасу в Боготі, Відні, Берліні, поряд із консульством у містах Сан-Кристобаль-де-лас-Касас та Барселона.

### Результати розслідування 2016 року
3 березня 2016 року в день смерті Берти за дорученням уряду було проведено розтин тіла Касерес. Його було проведено без вивчення, навіть коли сім'я вимагала на залученні експерта-криміналіста від незалежного слідства з міжамериканської комісії з прав людини. У той же день уряд почав розслідування, залучивши для цього відділ у справах боротьби з насильством координувала цю роботу зі Сполученими Штатами. Члена Ради народних та корінних організацій Гондурасу Ауреліо Моліну Вільянуево було затримано 3 березня, як підозрюваного у вбивстві. Рада народних та корінних організацій Гондурасу засудили цей вчинок, сказавши, що це спроби помилково звинуватити його у вбивстві. 5 березня Моліну було випущено за браком речових доказів щодо його причетності до злочину. Охоронець Хосе Ісмаель Лемус був також затриманий, але згодом відпущений. Припис суду зобов'язав Ісмаеля та Кастро — єдиного вцілілого в нападі не залишати країну на час, доки розслідування триває.
Вцілілий після нападу та єдиний свідок згодом говорив, що пройшов через міністрів та суди і змушений був переповідати свою історію знову і знову. Йому було заборонено залишати країну впродовж місяця фактично, поводячись із ним, як із підозрюваним. Через місяць суддя відсторонив мого адвоката. «Вони порушили всі мої права. Щодня я відчував страх, мені здавалося, що зі мною може щось трапитися в будь-який час».
5 березня відбулася прес-конференція, організована чотирма дітьми Касерес. Олівія, Лаура, Берта й Сальвадор висловили свою недовіру розслідуванню організованому урядом Гондурасу. Описавши вбивство їхньої матері, як політичний акт вони просили міжнародного розслідування цього вбивства. 6 березня 2016 року президент Ернандес попросив верховного комісара Об єднаних Націй, — Зейд Бін Раад Аль Хусейн посприяти в розслідуванні смерті Касерес.
У наступні дні після вбивства, делегація Амнесті Інтернешнл мала зустріч із міністром зі прав людини, внутрішніх справ та децентралізації, та представниками міністерства безпеки, міністерства закордонних справ, генеральної прокуратури, прокуратури, громадськістю, а також із членами сім'ї Касерес. Представники громадської організації Амнесті Інтернейшнл розкритикували президента Ернандеса через відмову зустрітися з близькими Касерес. Захисники прав людини та Амнесті заявили, що «Уряд Гондурасу абсолютно не готовий до захисту тих, хто обстоює права людини» та зазначили помилки гондураської влади, «дотримуючись багатьох напрямів, розслідування, включно факт того, що Берті тривалий час погрожували смерттю через її тривалу правозахисну діяльність».
Через місяць після смерті Касереса влади Гондурасу оголосили, що 13 березня вони провели обшук в офісах ДЕСВ і взяли свідчення співробітників компанії.
2 травня 2016 року уряд заарештував чотирьох осіб: один — менеджер DESA із соціальних і екологічних питань, інший — колишній співробітник охоронної компанії, найнятої DESA; двоє інших — армійський майор і капітан у відставці. Посол США в Гондурасі аплодував уряду.
У червні 2016 року колишній військовослужбовець підготовлених США підрозділів спеціального призначення збройних сил Гондурасу підтвердив, що ім'я Касерес було в їхньому списку за кілька місяців до її вбивства.

### Результати розслідування 2017 року
У лютому 2017 року The Guardian повідомляв, що троє з восьми заарештованих людей пов'язані з елітними військами, підготовленими США. Двоє, а саме майор Маріано Діаз та лейтенант Дуглас Джованні Бустілло, пройшли військову підготовку у Форт-Беннінг, Джорджія, США, колишня школа Америки (SOA), перейменована у WHINSEC, пов'язана з тисячами вбивств та порушень прав людини в Америці.
У листопаді 2017 року група міжнародних юридичних експертів (GAIPE) опублікувала звіт, де детально описується їхній висновок, який встановлює «умисну недбалість фінансових установ», наприклад, Центральноамериканський банк економічної інтеграції (CABEI), Нідерландська фінансова компанія з розвитку (FMO) та Фіннфонду. GAIPE виявила «участь керівників, менеджерів та співробітників DESA, приватного охоронного персоналу, найнятого компанією, державних агентів та паралельних структур до органів безпеки держави в злочинах, скоєних до, під час та після вбивства 2 березня 2016 р.».

### 2018 рік
У березні 2018 року влада Гондурасу заарештувала колишнього офіцера воєнної розвідки Девіда Кастільо, звинуваченого в підготовці вбивства Касереса. Цей новий арешт виконавчого президента компанії, що будує дамбу, проти якої проводила кампанію Касерес. Він став дев'ятою особою, арештованою за вбивство, та четвертою, пов'язаною з воєнними Гондурасу. У вересні 2018 року Верховний суд Гондурасу на невизначений термін призупинив розгляд справи проти восьми чоловіків, обвинувачених у вбивстві Касереса.

### 2019 рік
У грудні 2019 року сім чоловіків були засуджені до в'язниці за вбивство Касереса. Четверо чоловіків були засуджені до 34 років за вбивство та 16 років за замах на вбивство. Ще троє отримали за свої ролі 30 років ув'язнення.

### 2021 рік
6 липня 2021 року Девід Кастільо, колишній президент гідроелектричної корпорації DESA, був визнаний винним у підготовці вбивства Берти Касерес Верховним судом Гондурасу одноголосним рішенням. Судовий розгляд тривав 49 днів. У постанові зазначалося, що Кастильо використовував платних інформаторів та військові контакти для моніторингу Касерес. Кастильо координував, планував і отримував гроші для оплати вбивства.